# Литковская, Лилия
Лилия Валерьевна Литковская (укр. Лілія Валеріївна Літковська; род. 17 января 1982, Киев, Украинская ССР) — украинский дизайнер. Семь раз победитель премии Best Fashion Awards в разных номинациях, а также лучший дизайнер года премии Cosmopolitan Awards (2019).

## Биография
Я стремлюсь не зависеть от мнения окружающих. Это качество в себе я начала отмечать в сознательном возрасте, когда в определенный момент появилось желание жить по своей схеме.
Ее семья занималась швейным делом, как вспоминала Литковская: "У нас был свой семейный цех".
Профессионально занималась легкой атлетикой. Рассказывала, что "не стремилась стать дизайнером, я просто делала то, что мне было интересно, это было мое хобби, я развивалась и стала дизайнером..."
С 2006 года создает сезонные коллекции в сотрудничестве с другими молодыми дизайнерами. В том же году дебютировала на Ukrainian Fashion Week.
Весной 2007-го на показе «Новые имена» в рамках Ukrainian Fashion Week показала цельную коллекцию, которая была признана лучшей.
В 2009 году запускает независимый лейбл Litkovskaya, первая коллекция
которого была представлена в рамках Ukrainian Fashion Week. В этом же году получает награду в номинации «Лучший дизайнер женской одежды» по версии украинского издания Elle.
В 2010 году получает премию за лучшую постановку в рамках Ukrainian Fashion Week, а в 2011 году признана жюри UFW лучшим дизайнером женской одежды. Повторно получает эту премию в сентябре 2014 года.
В 2013 году Litkovskaya входит в список Vogue Talents — 200 самых перспективных молодых дизайнеров мира, инициированного итальянским изданием Vogue. В этом же году лейбл дебютирует на международном рынке, открыв независимый выставочный зал в период проведения парижской недели моды.
Коллекции Litkovskaya представлены в магазинах Парижа, Нью-Йорка, Лос-Анджелеса, Токио, Москвы и Киева, а с сентября 2014 года её коллекции продаются в одном из крупнейших мировых ретейлеров Opening Ceremony.
Весной 2014 года Litkovskaya представляет свою коллекцию в рамках Mercedes-Benz Fashion Week в Москве. Осенью этого же года — на Aurora Fashion Week в Санкт-Петербурге.
Согласно характеристике Wonderzine (2013): "Литковская принадлежит к волне дизайнеров-минималистов из Украины". Как характеризовали ее на UA Modna (2016): "Манеру Лилии Литковской материализовывать свои мысли в fashion-образы как только ни называли – и лондонский стрит-панк, и урбанистический минимализм. Хотя сама она, определяя себя в направлении "интеллектуальная мода", всего лишь ищет гармонии: человека с человеком, человека с самим собой". Look At Me отмечалось, что "Лилия Литковская по праву считается одним из самых интересных молодых дизайнеров Украины. В ее послужном списке – несколько нашумевших показов Украинской недели моды, звание лучшего дизайнера 2009 года по версии международного журнала ELLE, премия Best Fashion Awards за лучший показ, а также, конечно, коллекции сложно скроенной, интеллектуальной одежды".

## Личная жизнь
В августе 2019 года родила дочь, получившую имя Ра; отцом стал украинский диджей Никита Потапчук, с которым на тот момент Литковская состояла в отношениях. 
7 июля 2022 года в Киеве вышла замуж за Александра Данилюка.
Своими друзьями называла Светлану Лободу и Аллу Горчицу (Alloise). Любительница путешествовать. Любимым писателем называла Габриэль Гарсиа Маркеса.